# Anna Maria Santiago
Anna Maria Santiago ist eine US-amerikanische Sozialarbeitswissenschaftlerin, die als Professorin an der Michigan State University lehrt. 2013/14 amtierte sie als Präsidentin der Society for the Study of Social Problems.
Santiago machte den Bachelor-Abschluss (Sozialwissenschaften) und den Master-Abschluss (Geographie) an der University of Wisconsin–Milwaukee. Ein weiteres Master-Examen (Theologie) folgte an der kanadischen Assumption-Universität in Windsor. Zur Ph.D. wurde sie an der University of Wisconsin - Milwaukee promoviert.

## Schriften (Auswahl)
- Opportunity neighborhoods for Latino and African-American children. Final report. eBook, U.S. Department of Housing and Urban Development, Office of Policy Development and Research, Washington D.C. 2014.
- Life in the industrial heartland. A profile of Latinos in the Midwest. Julian Samora Research Institute, Michigan State University, East Lansing 1990.